# Чистовский, Олег Григорьевич
Олег Григорьевич Чистовский (1923 — 2003) — советский и российский топограф-геодезист, писатель-натуралист, член Союза писателей Санкт-Петербурга, действительный член Географического общества СССР. Участник Великой Отечественной войны.

## Биография
Родился 27 июня	1923 года.
В 1942 году окончил Ленинградское военно-топографическое училище, в качестве военного топографа был на Ленинградском и Волховском фронтах Великой Отечественной войны. После её окончания до 1953 года служил военным топографом в Советской Армии, позже работал в институте «Ленгипрогор» (ныне — Институт урбанистики).
Много разъезжал по всему Советскому Союзу, вёл съёмки на Памире и в Казахстане, в Туркмении и на Кавказе, на Кубани и в Заполярье, в Карелии. Во время своих поездок и экспедиций близко наблюдал природу разнообразных ландшафтов. Вскоре стал заядлым грибником, а затем и писателем-натуралистом, автором коротких рассказов о грибах, редких растениях, зверях и птицах. Активно публиковал рассказы, очерки и приключенческие повести во многих сборниках и журналах, ежегодниках «На суше и на море», «Глобус» и др. Автор книг: «Записки топографа», «Своими глазами», «Когда шагаешь по земле», «Под пологом тайги», «Знакомые незнакомцы» и др.
Самая главная книга Олега Чистовского — энциклопедия о грибах — осталась неопубликованной.

## Память
Шапкинская сельская библиотека и краевед Т. Ф. Киселёва тщательно собрали и бережно хранят разнообразные материалы о талантливом писателе-натуралисте О. Г. Чистовском, установили контакт с его дочерью Аллой Олеговной.

## Основные публикации
- Чистовский О. Г. Записки топографа / Отв. ред. акад. Д. И. Щербаков. — М.: Географгиз, 1955. — 128, [8] с. — 35 000 экз.
- Чистовский О. Г. Тайна вершины Мискен / Илл.: В. Т. Давыдов. — М.: Географгиз, 1957. — 160 с. — 25 000 экз.
- Чистовский О. Г. В стране великих гор / В подготовке книги принимала участие Т. М. Чистовская; Худож. Б. Жутовский. — М.: Географгиз, 1959. — 200 с. — 13 000 экз. (О высокогорной советской топографической экспедиции на Памире в 1945—1949 гг. и создании его новой карты)
- Чистовский О. Г. Мечта Роза Мамета: Записки участника топографического отряда, работавшего в Каракумах в 1954 г.. — М.: Географгиз, 1961. — 104 с. — 18 000 экз.
- Чистовский О. Г. Своими глазами: Рассказы / Фотоилл. О. Г. Чистовского; Худож. Е. И. Кулаков. — Л.: Лениздат, 1967. — 200 с. — 65 000 экз.
- Чистовский О. Г. Когда шагаешь по земле: Повести, очерки, рассказы / Вступ. статья А. Шейкина. — Л.: Лениздат, 1973. — 240, [40] с. — 100 000 экз.
- Чистовский О. Г. Под пологом тайги: Рассказы о природе и путевые очерки / Фотогр. автора; Худож. Е. И. Кулаков. — Л.: Лениздат, 1982. — 288, [32] с. — 65 000 экз.
- Чистовский О. Г. Фронтовые топографы / Предисл. генерал-майора технических войск А. А. Псарева; Рец.: Ю. Н. Яблочкин, В. И. Казаков. — Л.: Лениздат, 1985. — 184, [32] с. — 15 000 экз.
- Чистовский О. Г. Каракумская быль // Когда зацветает багульник : Повести, рассказы и очерки / Сост. Н. И. Сладков, О. Г. Чистовский; Худож. В. А. Топков. — Л.: Лениздат, 1987. — 352 с. — 65 000 экз.
- Чистовский О. Г. Знакомые незнакомцы: (О грибах) / Под ред. А. А. Девель; Худож. С. И. Лемехов. — Л.: Лениздат, 1990. — 288, [32] с. — 30 000 экз. — ISBN 8-289-00640-0.
- Чистовский О. Г. Грибы-целители. — СПб.: Питер паблишинг, 1997. — 256 с. — (Исцели себя сам). — 20 000 экз. — ISBN 5-88782-355-0.

### Журнал «Вокруг света»
- Чистовский О. Г. Создатели карт // Вокруг света. — 1949. — № 7. — С. 2-5. (очерк, гравюра на дереве В. Федяевской)
- Чистовский О. Г. Полуостров-ловушка // Вокруг света. — 1961. — № 6.  (Река Пшеха на Кавказе)
- Чистовский О. Г. Оборотень (Из записок топографа) // Вокруг света. — 1963. — № 3. — С. 30-31.

### Альманах «На суше и на море»
- Чистовский О. Г. Степные обитатели: Очерк // На суше и на море. 1965. — М.: Мысль, 1964.